# 王用康
王用康（1521年—1567年），字允靖，號安峰，山東兗州府東平州汶上縣人，軍籍，明朝政治人物。

## 生平
嘉靖二十八年（1549年）己酉科山東鄉試第四十一名舉人。嘉靖二十九年（1550年）中式庚戌科會試第二百五十一名，三甲第八十二名進士。次年授内江县知县。三十三年（1554年）五月擢任浙江道试监察御史。三十七年（1558年）二月升为通政司右参议；当年七月，旋即擢为通政司左参议。四十年（1561年）五月考察，因年老“黜降如例”。

## 家族
曾祖王亮；祖父王萱；父王尚忠，母杜氏。具庆下。